# Борепер
Борепѐр (на френски: Beaurepaire) е град в югоизточна Франция, част от департамент Изер на регион Оверн-Рона-Алпи. Населението му е около 4 900 души (2014).
Разположен е на 286 метра надморска височина в долината на река Галор, на 51 километра южно от Лион и на 55 километра западно от Гренобъл. Селището е център на малка агломерация с население около 5,5 хиляди души, включваща още Сен Бартелеми.